# Venera Chernyshova
Venera Mijailovna Chernyshova –en ruso, Венера Михайловна Чернышова– (Perm, URSS, 5 de marzo de 1954) es una deportista soviética que compitió en biatlón. Ganó diez medallas en el Campeonato Mundial de Biatlón entre los años 1984 y 1988.

## Palmarés internacional
| Campeonato Mundial | Campeonato Mundial  | Campeonato Mundial | Campeonato Mundial |
| Año                | Lugar               | Medalla            | Prueba             |
| ------------------ | ------------------- | ------------------ | ------------------ |
| 1984               | Chamonix (Francia)  | Medalla de oro     | Velocidad          |
| 1984               | Chamonix (Francia)  | Medalla de oro     | Individual         |
| 1984               | Chamonix (Francia)  | Medalla de oro     | Relevo             |
| 1985               | Egg am Etzl (Suiza) | Medalla de oro     | Relevo             |
| 1985               | Egg am Etzl (Suiza) | Medalla de bronce  | Velocidad          |
| 1986               | Falun (Suecia)      | Medalla de oro     | Relevos            |
| 1987               | Lahti (Finlandia)   | Medalla de oro     | Relevo             |
| 1987               | Lahti (Finlandia)   | Medalla de plata   | Velocidad          |
| 1988               | Chamonix (Francia)  | Medalla de oro     | Relevo             |
| 1988               | Chamonix (Francia)  | Medalla de bronce  | Individual         |